# Кад ме погледаш (сингл)
Кад ме погледаш пети је сингл музичке рок групе Галија. Објављен је 1989. године за издавачку кућу ПГП РТБ на винил формату.